# Sugar Act
De Sugar Act staat ook wel bekend als de American Revenue Act of de American Duties Act. Deze wet was een belastingwet die op 5 april 1764 door het parlement van Groot-Brittannië werd goedgekeurd. In de inleiding van de wet werd gesteld dat het belangrijk was om nieuwe voorschriften en bepalingen op te stellen voor het verbeteren van de inkomsten van het koninkrijk, met name om de kosten van het verdedigen en beschermen van het rijk en de vele koloniën te dekken. In 1733 was er al een andere wet opgesteld, de Molasses Act, die een belasting van zes pence per gallon suikerstroop oplegde. Deze belasting werd echter door koloniale belastingontduiking nooit fatsoenlijk geïnd. Door de belasting te halveren en bovendien maatregelen te nemen om de wet ook daadwerkelijk aan de inwoners van de koloniën op te leggen, hoopten de Britten dat de belasting ook echt betaald zou worden. Door deze incidenten raakten de kolonisten echter steeds bezorgder over de intenties van het Britse parlement, en deze zorgen waren van invloed op de groeiende beweging die uiteindelijk zou leiden tot de Amerikaanse Onafhankelijkheidsoorlog.